# Sistovski sporazum
Sistovski mirovni sporazum je bil dokument, s katerim se je uradno končala zadnja avstrijsko-turška vojna (1787-1791). Sklenjen je bil s posredovanjem Velike Britanije, Prusije in Nizozemske in podpisan 4. avgusta 1791 v Sistovi, sedanjem Švistovu, Bolgarija. Napisan je bil v francoščini in turščini.

## Ozadje
Habsburška monarhija se je morala v prvem letu vojne umakniti z osvojenega ozemlja, a je nato osvojila Beograd in leta 1790 zmagala v bitki pri Kalafatu. Uspešna je bila tudi habsburška zaveznica Rusija. Ker je Avstriji na severu grozila invazija Prusije, v Franciji pa je izbruhnila revolucija in zahtevala nujno posredovanje Avstrije, je bila Avstrija pripravljena končati vojno z Osmanskim cesarstvom, od katere je imela zelo majhne koristi. Pridobila je samo Orsovo (sedanja Orșova, Romunija) in dva majhna kraja na hrvaški meji.
S sporazumom so se avstrijske vojne z Osmanskim cesarstvom končale. V rusko-turških vojnah v 19. in 20. stoletju Avstrija ni sodelovala.
Po vojni z Osmanskim cesarstvom se je Avstrija s Pilniško deklaracijo, podpisano 27. avgusta 1791, pridružila Prusiji. Odrekla se je vsem osvajanjem na račun Osmanskega cesarstva, Prusija pa je obljubila, da se ne bo širila proti vzhodu in ne bo podprla brabantske revolucije. Obe državi sta se zavezali, da bosta posredovali v Franciji, če bodo druge evropske menile, da je to potrebno.